# Tarantula (группа, Португалия)
Tarantula - пауэр-метал-группа из Португалии, основанная в 1981 году.

## История
Музыкальный коллектив Tarantula был образован в 1981 году двумя братьями - Паоло (гитара) и Луисом (ударные) Барросами. После этого не раз в составе группы происходили изменения, пока не пришли вокалист Хорге Маркес и басист Хосе Агвияр. Перед выпуском дебютного альбома группа записала две демо-ленты, а также отыграла несколько концертов в Португалии и Германии. Наконец в 1987 году выходит одноимённый дебютный альбом Tarantula на лейбле Transmedia Records. Альбом стал первым национальным португальским хэви-метал альбомом и пользовался успехом у слушателей.
Благодаря дебютному альбому творчеством группы заинтересовался лейбл PolyGram Records, который выпустил второй альбом группы под названием Kingdom of Lusitania. Псое выхода альбома группа активно даёт концерты и открывает собственную школу - "Школу рок-н-ролла". В 1993 году следует третий полноформатный альбом группы уже на новом лейбле - Numerica Records. Альбом получил название Tarantula III. Два года спустя выходит четвёртый альбом - Freedom's Call. В 1996 году Tarantula празднуют своё 15-летие играя перед толпой в более чем 10 тысяч поклонников. В 1997 году группа даёт концерты с такими группами, как Manowar, Gamma Ray, Hammerfall.
1998 год знаменуется переходом на более крупный музыкальный лейбл - AFM Records, издавшим два альбома коллектива - Light Beyond the Dark и Dream Maker. Dream Maker продюсировал известный продюсер Томми Ньютон. На волне успеха альбомов следуют концерты с Stratovarius,  Motorhead и Deep Purple.

## Другие проекты участников
Гитарист Паоло Баррос под своим именем в 1997 году выпустил свой сольный альбом Vintage, содержащий одни инструментальные композиции. В 2002 году он же вместе с вокалистом Рафаэлем Губертом из группы Akashic основал группу Barros. Помимо них в состав вошли басист Хосе Бальтазар и барабанщик Луис Баррос (брат Паоло).

## Состав

### Настоящий состав
- Жорж Маркеш (Jorge Marques) - вокал
- Паулу Баррош (Paulo Barros) - гитара
- Жозе Агвияр (Jose Aguiar) - бас
- Луиш Баррош (Luis Barros) - ударные

### Бывшие участники
- Carlos Meineido - вокал
- Jose Baltazar - бас
- Jorge ArmEnio - бас
- João Wolf - бас
- Paiva - клавишные

## Дискография
- 1986 - Black Woman (демо)
- 1987 - Tarantula
- 1990 - Kingdom Of Lusitania
- 1993 - Tarantula III
- 1995 - Freedom's Call
- 1999 - Light Beyond The Dark
- 2001 - Dream Maker
- 2005 - Metalmorphosis
- 2010 - Spiral of Fear[2]